# Portugals Grand Prix 2021
Portugals Grand Prix 2021 (officielt navn: Formula 1 Heineken Grande Prémio de Portugal 2021) var et Formel 1-løb, som blev kørt den 2. maj 2021 på Algarve International Circuit i Portimão, Portugal. Det var det tredje løb i Formel 1-sæsonen 2021, og 26. gang Portugals Grand Prix blev arrangeret.

## Kvalifikation
| Pos.               | Nr. | Kører              | Konstruktør           | Del 1    | Del 2    | Del 3    | Grid |
| ------------------ | --- | ------------------ | --------------------- | -------- | -------- | -------- | ---- |
| 1                  | 77  | Valtteri Bottas    | Mercedes              | 1.18,722 | 1.18,458 | 1.18,348 | 1    |
| 2                  | 44  | Lewis Hamilton     | Mercedes              | 1.18,857 | 1.17,968 | 1.18,355 | 2    |
| 3                  | 33  | Max Verstappen     | Red Bull Racing-Honda | 1.19,485 | 1.18,650 | 1.18,746 | 3    |
| 4                  | 11  | Sergio Pérez       | Red Bull Racing-Honda | 1.19,337 | 1.18,845 | 1.18,890 | 4    |
| 5                  | 55  | Carlos Sainz, Jr.  | Ferrari               | 1.19,309 | 1.18,813 | 1.19,039 | 5    |
| 6                  | 31  | Esteban Ocon       | Alpine-Renault        | 1.19,092 | 1.18,586 | 1.19,042 | 6    |
| 7                  | 4   | Lando Norris       | McLaren-Mercedes      | 1.18,794 | 1.18,481 | 1.19,116 | 7    |
| 8                  | 16  | Charles Leclerc    | Ferrari               | 1.19,373 | 1.18,769 | 1.19,306 | 8    |
| 9                  | 10  | Pierre Gasly       | AlphaTauri-Honda      | 1.19,464 | 1.19,052 | 1.19,475 | 9    |
| 10                 | 5   | Sebastian Vettel   | Aston Martin-Mercedes | 1.19,403 | 1.18,970 | 1.19,659 | 10   |
| 11                 | 63  | George Russell     | Williams-Mercedes     | 1.19,797 | 1.19,109 | N/A      | 11   |
| 12                 | 99  | Antonio Giovinazzi | Alfa Romeo-Ferrari    | 1.19,410 | 1.19,216 | N/A      | 12   |
| 13                 | 14  | Fernando Alonso    | Alpine-Renault        | 1.19,728 | 1.19,456 | N/A      | 13   |
| 14                 | 22  | Yuki Tsunoda       | AlphaTauri-Honda      | 1.19,684 | 1.19,463 | N/A      | 14   |
| 15                 | 7   | Kimi Räikkönen     | Alfa Romeo-Ferrari    | 1.19,748 | 1.19,812 | N/A      | 15   |
| 16                 | 3   | Daniel Ricciardo   | McLaren-Mercedes      | 1.19,839 | N/A      | N/A      | 16   |
| 17                 | 18  | Lance Stroll       | Aston Martin-Mercedes | 1.19,913 | N/A      | N/A      | 17   |
| 18                 | 6   | Nicholas Latifi    | Williams-Mercedes     | 1.20,285 | N/A      | N/A      | 18   |
| 19                 | 47  | Mick Schumacher    | Haas-Ferrari          | 1.20,452 | N/A      | N/A      | 19   |
| 20                 | 9   | Nikita Masepin     | Haas-Ferrari          | 1.20,912 | N/A      | N/A      | 20   |
| 107%-tid: 1.24,232 |     |                    |                       |          |          |          |      |
| Kilde:             |     |                    |                       |          |          |          |      |

## Resultat
| Pos.                                                                | Nr. | Kører              | Konstruktør           | Omgange | Tid/Udgået  | Startpos. | Point |
| ------------------------------------------------------------------- | --- | ------------------ | --------------------- | ------- | ----------- | --------- | ----- |
| 1                                                                   | 44  | Lewis Hamilton     | Mercedes              | 66      | 1:34.31,421 | 2         | 25    |
| 2                                                                   | 33  | Max Verstappen     | Red Bull Racing-Honda | 66      | +29,148     | 3         | 18    |
| 3                                                                   | 77  | Valtteri Bottas    | Mercedes              | 66      | +33,530     | 1         | 161   |
| 4                                                                   | 11  | Sergio Pérez       | Red Bull Racing-Honda | 66      | +39,735     | 4         | 12    |
| 5                                                                   | 4   | Lando Norris       | McLaren-Mercedes      | 66      | +51,369     | 7         | 10    |
| 6                                                                   | 16  | Charles Leclerc    | Ferrari               | 66      | +55,781     | 8         | 8     |
| 7                                                                   | 31  | Esteban Ocon       | Alpine-Renault        | 66      | +1.03,749   | 6         | 6     |
| 8                                                                   | 14  | Fernando Alonso    | Alpine-Renault        | 66      | +1.04,808   | 13        | 4     |
| 9                                                                   | 3   | Daniel Ricciardo   | McLaren-Mercedes      | 66      | +1.15,369   | 16        | 2     |
| 10                                                                  | 10  | Pierre Gasly       | AlphaTauri-Honda      | 66      | +1.16,463   | 9         | 1     |
| 11                                                                  | 55  | Carlos Sainz, Jr.  | Ferrari               | 66      | +1.18,955   | 5         |       |
| 12                                                                  | 99  | Antonio Giovinazzi | Alfa Romeo-Ferrari    | 65      | +1 omgang   | 12        |       |
| 13                                                                  | 5   | Sebastian Vettel   | Aston Martin-Mercedes | 65      | +1 omgang   | 10        |       |
| 14                                                                  | 18  | Lance Stroll       | Aston Martin-Mercedes | 65      | +1 omgang   | 17        |       |
| 15                                                                  | 22  | Yuki Tsunoda       | AlphaTauri-Honda      | 65      | +1 omgang   | 14        |       |
| 16                                                                  | 63  | George Russell     | Williams-Mercedes     | 65      | +1 omgang   | 11        |       |
| 17                                                                  | 47  | Mick Schumacher    | Haas-Ferrari          | 64      | +2 omgange  | 19        |       |
| 18                                                                  | 6   | Nicholas Latifi    | Williams-Mercedes     | 64      | +2 omgange  | 18        |       |
| 19                                                                  | 9   | Nikita Masepin     | Haas-Ferrari          | 64      | +2 omgange2 | 20        |       |
| Ret                                                                 | 7   | Kimi Räikkönen     | Alfa Romeo-Ferrari    | 1       | Sammenstød  | 15        |       |
| Hurtigste omgang: Valtteri Bottas (Mercedes) - 1.19,865 (omgang 65) |     |                    |                       |         |             |           |       |
| Kilde:                                                              |     |                    |                       |         |             |           |       |

Noter:
↑1 - Inkluderer point for hurtigste omgang.
↑2 - Nikita Masepin blev givet en 5-sekunders straf for at ignorere blå flag. Hans slutposition forblev uændret af straffen.

## Stilling i mesterskaberne efter løbet
| Pos. | Kører           | Point |
| ---- | --------------- | ----- |
| 1    | Lewis Hamilton  | 69    |
| 2    | Max Verstappen  | 61    |
| 3    | Lando Norris    | 37    |
| 4    | Valtteri Bottas | 32    |
| 5    | Charles Leclerc | 28    |

| Pos. | Konstruktør      | Point |
| ---- | ---------------- | ----- |
| 1    | Mercedes         | 101   |
| 2    | Red Bull-Honda   | 83    |
| 3    | McLaren-Mercedes | 53    |
| 4    | Ferrari          | 42    |
| 5    | Alpine-Renault   | 13    |